# Золото врага
«Золото врага» — кинофильм 1993 года.

## Сюжет
Три федеральных агента разыскивают тайник с золотом, предположительно спрятанным в лесу капитаном конфедератов Уильямом Квантриллом во время гражданской войны. До этого они участвовали в рейде против наркомафии, но им помешал коррумпированный чиновник. Наркобарону Сантьяго эта троица как кость в горле, и он нанимает женщину-киллера, чтобы с ними покончить.

## В ролях
| Актёр                | Роль               |
| -------------------- | ------------------ |
| Брюс Пенхолл         | Крис Кэннон        |
| Сьюзи Симпсон        | Бекки Миднайт      |
| Марк Баррьер         | Марк Остин         |
| Танкуил Лиза Коллинз | Ава Нобл           |
| Родриго Обрегон      | Сантьяго           |
| Джули Стрэйн         | "Каменная пантера" |